# Leonīds Vedējs
Leonīds Jānis Vedējs (ur. 12 października 1908 w Dyneburgu, zm. 4 lutego 1995 w Grand Rapids) – łotewski hokeista grający na pozycji obrońcy, reprezentant Łotwy, olimpijczyk.

## Dzieciństwo, edukacja i praca zawodowa
Był synem policjanta Jūlijsa Vedējsa i Jozefiny z d. Kočana. Studiował agronomię na wydziale rolniczym Uniwersytetu Łotwy (obecnie część Łotewskiego Uniwersytetu Rolniczego w Jełgawie). Sportem zainteresował się już w latach szkolnych, trenował wówczas piłkę nożną i łyżwiarstwo. W latach 30. pracował jako bakteriolog w laboratorium departamentu bakteriologicznego ministerstwa rolnictwa. Pracę w tym zawodzie kontynuował również w latach okupacji. Po II wojnie światowej przebywał w obozie dla uchodźców w Fischbach i pracował jako bakteriolog w Norymberdze. W 1949 wyemigrował do USA, gdzie pracował w zawodzie aż do lat 80. Jest także autorem kilku prac naukowych z zakresu bakteriologii.

## Kariera sportowa
Kariera klubowa
Początkowo był napastnikiem, jednak po kilku latach zaczął grać na pozycji obrońcy. Karierę rozpoczął w 1931 w klubie Universitātes sports. W 1941 grał w Dinamo, ale rok później wrócił do poprzedniej drużyny, której zawodnikiem był do 1944. W sezonie 1946/1947 grał w drużynie HC Augsburg, składającej się głównie z łotewskich zawodników na emigracji oraz HC Baltica, skupiającej zawodników z krajów nadbałtyckich.
Kariera reprezentacyjna
Był jednym z liderów przedwojennej reprezentacji Łotwy. W latach 1935–1940 był kapitanem tej reprezentacji.
Wraz z kadrą zajął 10. miejsce na mistrzostwach świata w 1933, 13. na MŚ w 1935 oraz ponownie 10. w 1938 i 1939. Był też 3. na Uniwersjadzie 1933 i 2. dwa lata później. W 1936 wystąpił również na zimowych igrzyskach olimpijskich w Garmisch-Partenkirchen, na których łotewska reprezentacja zajęła 13. miejsce. Był chorążym łotewskiej kadry na tych igrzyskach. Był pierwszym olimpijczykiem pochodzącym z Dyneburga.
Łącznie w latach 1932–1940 zaliczył najwięcej występów w reprezentacji Łotwy – w tym okresie zagrał w 34 z 36 wszystkich spotkaniach kadry kraju; w tym jako jedyny w pierwszym oraz ostatnim przedwojennym meczu.
Został nagrodzony Zelta nozīmi przez Latvijas Ziemas sporta savienības.

## Po zakończeniu kariery
Po zakończeniu kariery został wygnany do Niemiec. Podczas II wojny światowej walczył w tamtejszej artylerii przeciwlotniczej. Miał stopień sierżanta. Został odznaczony Krzyżem Żelaznym I i II klasy. Po wojnie wyemigrował do USA i został trenerem, jednakże z powodu różnic między hokejem europejskim a amerykańskim zrezygnował. W latach 80. był trenerem w Rio de Janeiro. Po odzyskaniu niepodległości przez Łotwę wspierał Łotewski Związek Hokeja.
Zmarł 4 lutego 1995 w Grand Rapids po krótkiej chorobie. 30 czerwca 1995, zgodnie z ostatnią wolą Vedējsa, jego prochy zostały rozrzucone nad Morzem Bałtyckim przez dzieci hokeisty (miał syna Dainisa i córkę Jānę).